# Agdistis nyasa
Agdistis nyasa is een vlinder uit de familie vedermotten (Pterophoridae). De wetenschappelijke naam van de soort is voor het eerst geldig gepubliceerd in 2014 door Vasily N. Kovtunovich & Petr Ya. Ustjuzhanin.

## Type
- holotype: "male. 22–31.05.2009, leg. R. Murphy. BMNH 22711"
- instituut: BMNH, Londen, Engeland
- typelocatie: "Malawi, 12 km N Mzuzu, Nkhorongo, 11°22'S, 33°58'E, 1370 m"